# Maria Luísa de Bourbon-Parma
Maria Luísa de Parma (em italiano: Maria Luisa Pia Teresa Anna Ferdinanda Francesca Antonietta Margherita Giuseppina Carolina Bianca Lucia Apollonia di Borbone-Parma; Roma, 17 de janeiro de 1870 – Sófia, 31 de janeiro de 1889) foi uma Princesa de Parma, esposa do príncipe soberano Fernando I e princesa consorte da Búlgaria de 1893 até sua morte. Depois de sua morte seu marido foi nomeado czar. Ela foi mãe do czar Bóris III.

## Início de vida
Maria Luísa nasceu em Roma em 1870 como Maria Luísa Pia Teresa Ana Fernanda Francisca Antonieta Margarida Josefina Carolina Branca Lúcia Apolônia, era a filha mais velha de Roberto I, Duque de Parma e da sua primeira esposa, a princesa Maria Pia das Duas Sicílias. O casal produziu mais onze filhos antes de Maria Pia morrer no parto em 1882. Vários desses doze filhos nasceram com retardo mental grave. Mais tarde, o duque Roberto se casou novamente com a infanta Maria Antônia de Bragança, e teve mais doze filhos. Maria Luísa, que tinha doze anos na época da morte de sua mãe, foi criada em Biarritz e na Suíça sob os cuidados de governantas inglesas. Fluente em cinco idiomas, ela gostava de pintura e música. Seus talentos em violão e piano foram considerados muito acima da média. Ela também era uma leitora ávida e muito aficionada de Dante Alighieri e Giacomo Leopardi.[carece de fontes?]

## Casamento
Em 1892, seu pai arranjou seu casamento com o então príncipe reinante da Bulgária, Fernando de Saxe-Coburgo-Koháry. As negociações foram conduzidas entre o duque Roberto e a mãe de Fernando, a princesa Clementina de Orléans. O noivado foi comemorado no Castelo de Schwartzau, a residência da família Bourbon-Parma na Áustria. Maria Luísa e Fernando nunca haviam se conhecido antes daquele dia.
A princesa Clementina, presente na ocasião, descreveu sua futura nora em uma carta à rainha Vitória: "Infelizmente não é muito bonita, é a única coisa que falta, pois ela é encantadora, boa, muito espirituosa, inteligente e muito simpática". O casamento ocorreu em 20 de abril de 1893 na Villa Pianore em Luca, na Itália, residência do duque Roberto na Itália. Maria Luísa tinha vinte e três anos, e era nove anos mais nova que Fernando. O casal não demorou muito tempo para produzir um herdeiro, com o filho Boris nascendo nove meses e dez dias depois.[carece de fontes?]

## Princesa da Bulgária

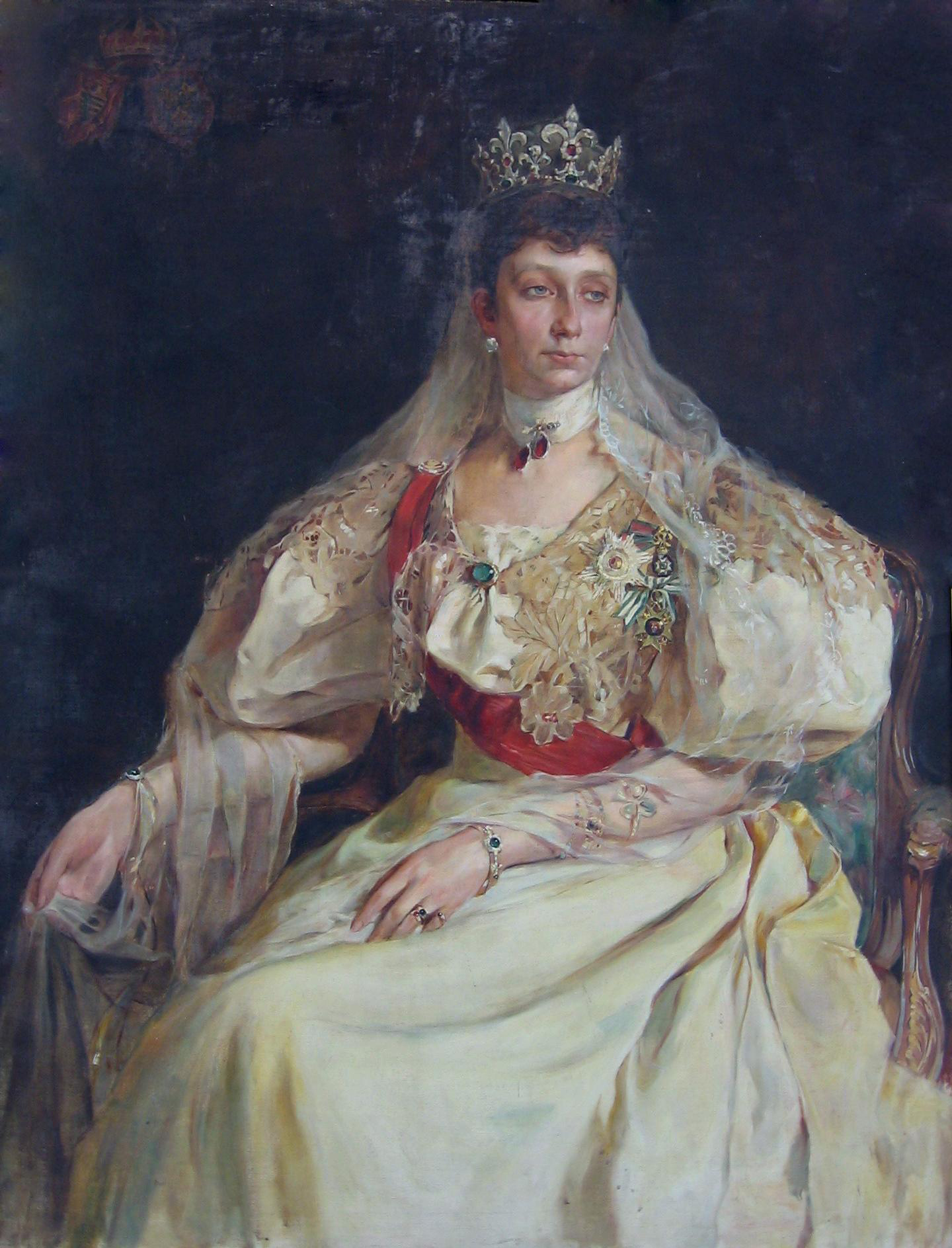
Maria Luísa por Philip de László

Maria Luísa não era amada pelo marido. No entanto, ele garantiu que, a fim de garantir sua linhagem no trono búlgaro, ela lhe daria filhos. Sob pressão de seus súditos e procurando ser reconhecido como soberano da Bulgária pelo imperador russo, Fernando queria que seu filho mais velho, Boris, fosse convertido à Igreja Ortodoxa Búlgara no verão de 1895. Maria Luísa, grávida, se posicionou fervorosamente contra a vontade do marido, com o apoio do pai e da sogra.[carece de fontes?]
O segundo filho foi batizado como católico. No entanto, incapaz de evitar a conversão de Boris, Maria Luísa, que ameaçara deixar o país, deixou Sófia no mesmo dia para Beaulieu. Em maio de 1896, Maria Luísa retornou à Bulgária. No verão, ela foi a Londres com o marido para o Jubileu de Diamante de Vitória do Reino Unido, dando à luz em janeiro seguinte a princesa Eudóxia. Em julho de 1898, com o marido e o filho de quatro anos, Boris, eles visitaram São Petersburgo a convite do imperador Nicolau II da Rússia, e Maria Luísa fez sucesso com a visita.[carece de fontes?]

## Morte
A desilusão em sua vida conjugal e o nascimento de quatro filhos em cinco anos afetaram sua saúde frágil. Sofrendo de pneumonia, Maria Luísa morreu em Sófia, vinte e quatro horas depois de dar à luz sua quarta filha. Com apenas 29 anos, ela foi enterrada na Catedral Católica Romana de São Luís da França, em Plovdiv, Bulgária.

## Descendência
- Boris (1894–1943), Czar da Bulgária como Boris III. Casou-se com a princesa Joana de Saboia.
- Kyril (1895–1945), Príncipe de Preslav
- Eudoxia (1898–1985)
- Nadezhda (1899–1958). Casou-se com o duque Albrecht Eugen de Württemberg.